# Rina Yoshikawa
Pour les articles homonymes, voir Yoshikawa (homonymie).
Rina Yoshikawa (吉川 里奈, Yoshikawa Rina) est une femme politique japonaise née le 25 mai 1987, représentant le Sanseitō à la Chambre des représentants du Japon.

## Jeunesse et études
Rina Yoshikawa naît le 25 mai 1987 à Osaka. Alors qu'elle est en primaire, elle subit une opération chirurgicale pour retirer une tumeur bénigne. Cet évènement crée une vocation chez Yoshikawa, qui se spécialise par la suite dans des études médicales. Après avoir travaillé plusieurs années en hôpital, elle se spécialise ensuite dans les tatouages permanents chez les patients atteints de cancer.

## Carrière électorale
Yoshikawa débute la politique en 2023, motivée par la volonté de protéger ses enfants des différentes politiques sur l'éducation sexuelle. Elle rejoint alors le parti conservateur Sanseitō. Elle est nommée en 2024 cheffe de file du parti dans la préfecture de Tokyo, et est la représentante du parti lors des élections législatives partielles tenues en avril 2024 pour la quinzième circonscription de Tokyo,, qu'elle perd.
En octobre de la même année, elle est annoncée comme étant en tête de la liste du Sanseitō dans la circonscription proportionnelle de Kyūshū, pour les élections législatives japonaises de 2024. Grâce au score de son parti dans cette circonscription, elle est élue, et fait son entrée à la Diète du Japon. 

## Prises de position
Bien qu'opposée à une modification de la constitution antimilitariste japonaise, Yoshikawa est favorable à son amendement, pour qu'elle reconnaisse explicitement l'existence des forces japonaises d'autodéfense,. Elle estime également que le Japon a besoin du nucléaire, aussi bien sur le plan énergétique, avec la reconstruction de nouvelles centrales, que militaire, avec l'acquisition de l'arme atomique par le Japon,.
Sur le plan international, Yoshikawa est favorable à une réduction des aides envoyées à l'Ukraine dans le cadre du conflit russo-ukrainien, ainsi qu'à un durcissement des relations avec la Chine.
D'un point de vue sociétal, Yoshikawa est opposée aux tentatives visant à modifier la loi japonaise imposant aux conjoints de porter le même nom de famille, ainsi qu'à la facilitation de l'accès à la pilule du lendemain. Elle est également farouchement opposée à la reconnaissance par le Japon du mariage entre personnes du même sexe,. Elle est également opposée à l'idée qu'une femme puisse accéder au trône de Chrysanthème. Yoshikawa souhaite également fortement réduire le flux de travailleurs étrangers arrivant au Japon.

## Vie personnelle
Yoshikawa est mariée et mère de trois enfants,. Elle se définit comme une grande amatrice de yoga.